# Lorscher Kopf

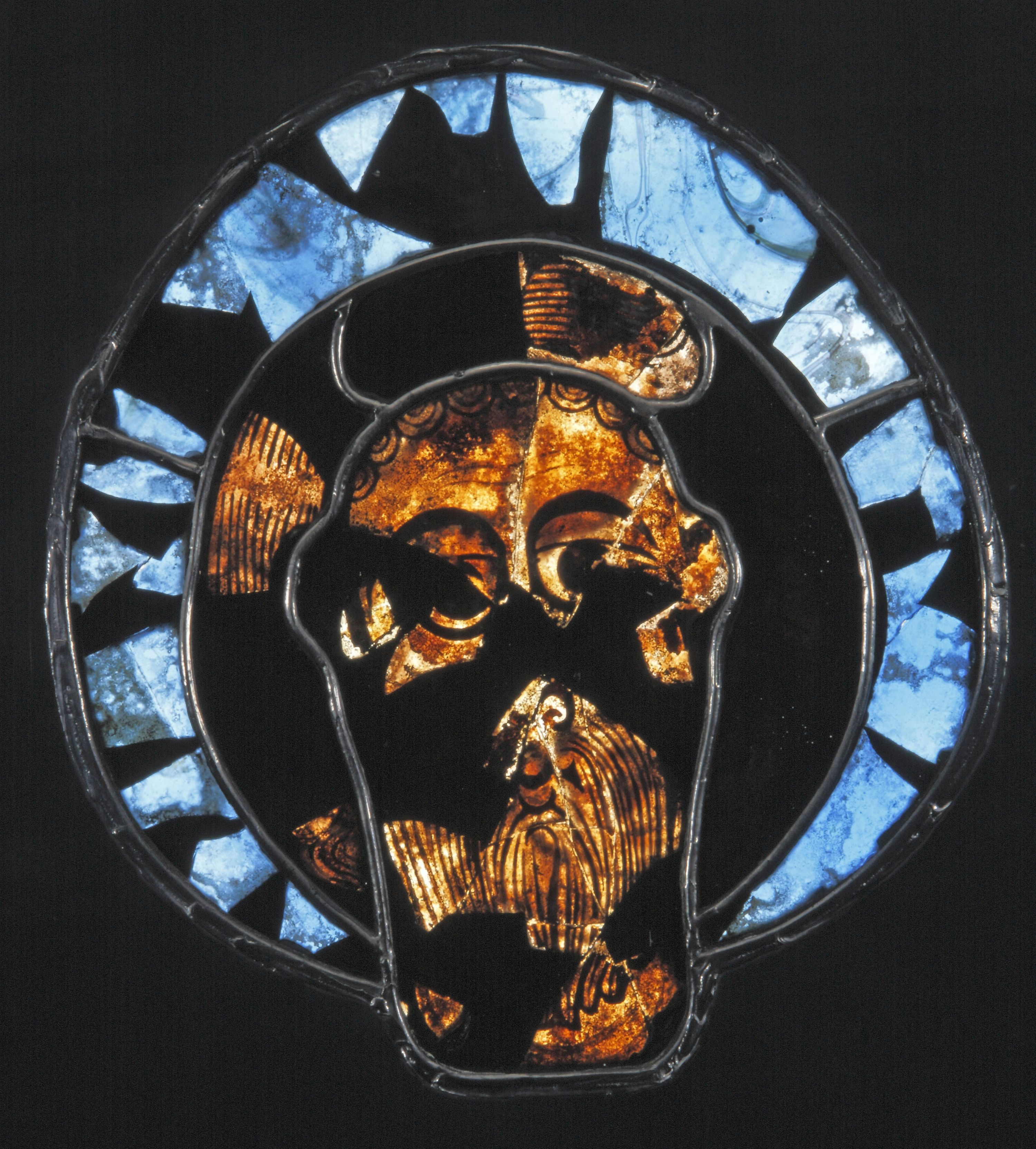
Lorscher Kopf

Der Lorscher Kopf ist ein in Fragmenten erhaltenes Bruchstück eines hochmittelalterlichen Buntglasfensters, das als archäologischer Fund auf dem Gelände des ehemaligen Klosters Lorsch geborgen wurde. Die Datierungen schwanken zwischen dem Ende des 9. und dem Ende des 11. Jahrhunderts. Die Scheibe zählt in jedem Fall zu den frühesten Zeugnissen figürlicher Glasmalerei in Europa. Sie gehört heute zur Sammlung des Hessischen Landesmuseums Darmstadt.

## Geschichte
Der Lorscher Kopf wurde zerscherbt zusammen mit anderen Glasbruchstücken bei einer archäologischen Grabung von Friedrich Behn auf dem Klostergelände 1934 geborgen. Sie stammten aus einer Abfallgrube im südöstlichen Teil des Klosterbezirks außerhalb der Klausurgebäude, in die Trümmerschutt entsorgt worden war, den die Besetzung des Klosters durch spanische Truppen in den ersten Jahren des Dreißigjährigen Kriegs zurückgelassen hatte. Die Grabungsdokumentation hat die Fundumstände nicht präzise festgehalten. Der Fund wurde erstmals 1936 der Öffentlichkeit vorgestellt. Nach Abschluss der archäologischen Grabung kam er in das für den Volksstaat Hessen zuständige Landesmuseum nach Darmstadt. Auf dessen damaligen Kustos für Glasmalerei, Heinz Merten, geht wohl die erste Datierung zurück. Er ließ eine Rekonstruktion des Kopfes von dem Frankfurter Glasmaler Otto Linnemann fertigen, der 16 Fragmente zugrunde lagen. Otto Linnemann ergänzte die zahlreich fehlenden Stellen frei.
Erst nach dem Zweiten Weltkrieg kam es zur Publikation des gesamten Lorscher Glasmalereifundes durch einen Bestandskatalog des Hessischen Landesmuseums Darmstadt. Bis dahin waren nur die Rekonstruktionszeichnungen veröffentlicht worden. Schon zuvor war eine Rekonstruktion – diesmal eine Fotomontage – auf der Ausstellung „Karl der Große – Werk und Wirkung“ 1965 in Aachen gezeigt worden, die nun auf 42 Bruchstücken beruhte. Weitere Glasscherben, die zu einer Figur gehörten, ordnete Gottfried Frenzel dem Kopf zu und schloss daraus auf eine lebensgroße Figur, die etwa 2 m groß gewesen wäre.

## Erhaltungszustand

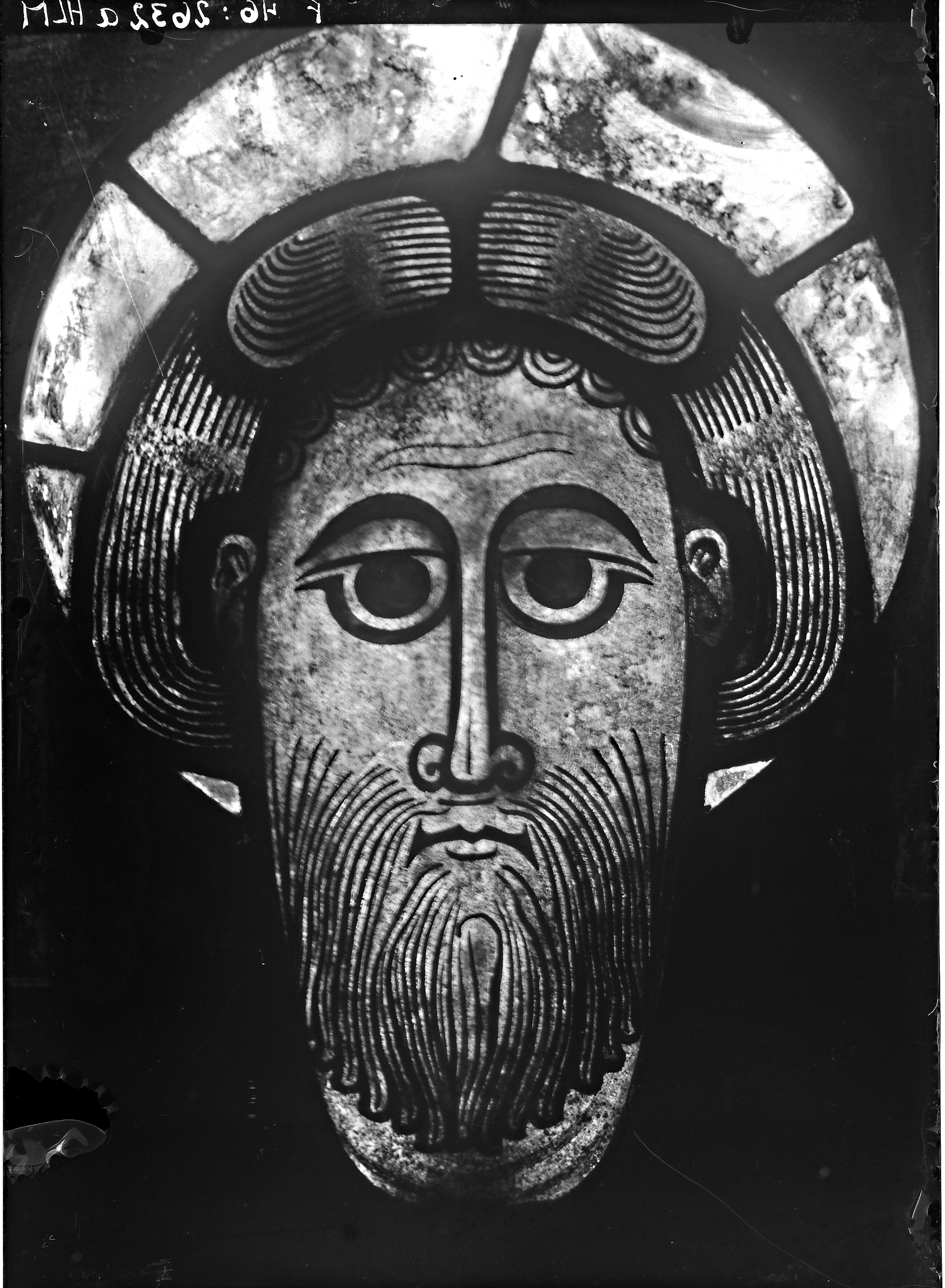
Rekonstruktion des „Lorscher Kopfes“ nach Heinz Merten

Vom Kopf sind 41 oder 42 Bruchstücke vorhanden, die aber insgesamt nur etwa die Hälfte des Kopfes abbilden. Die rekonstruierte Größe beträgt mit Nimbus 31 × 28 cm und ohne ihn 25 × 20,5 cm. Größe und Form des Kopfes sind nicht exakt bestimmbar, da es zwischen dem oberen und unteren Teil des Gesichtes keine verbindenden Scherben gibt. Hinzu kommen 32 weitere Bruchstücke, die der Figur zugeordnet werden. 23 davon lassen sich zu einem grünen Gewand ergänzen. Zwölf Ornamentfragmente zeigen Bruchstücke weißer Akanthusblätter, Rosetten, weiße Punktornamente, gelbe Blüten und grüne Ornamentstreifen. Unklar ist, ob sie im Einzelnen zu Gewandteilen, dem Hintergrund oder dem Rahmen gehören. Es ist allerdings letztendlich nicht nachweisbar, ob der Kopf und die übrigen Glasbruchstücke, unter denen sich auch Fragmente eines kleinen Drachen befinden, überhaupt vom selben Fenster stammen, wenn auch wahrscheinlich.
Die etwa dreihundert Jahre lange Lagerung im Boden hat zu Verwitterung und chemischen Prozessen geführt, in denen sich die Farben verändert haben: Gesicht und Haare erscheinen heute braun/gelb, waren aber ursprünglich grün/weiß und hellviolett. Dagegen ist das Blau des Nimbus weitgehend unverfälscht erhalten.

## Datierung
Die Datierung der Scheibe ist umstritten. Der archäologische Befund, eine Schuttmasse, deren Inhalt aus vielen Jahrhunderten stammte, in einer Abfallgrube aus dem 17. Jahrhundert, gibt keine Anhaltspunkte für eine Datierung. Zur Datierung liegen folgende Ansätze vor:
- Ende des 9. Jahrhunderts und damit der karolingischen Zeit ordnete Friedrich Behn den Fund zu[16], eine Annahme, die sich lange Zeit hielt.[17]
- Das 10. Jahrhundert nahm Suzanne Beeh-Lustenberger als Zeitraum für die Entstehung der Scheibe an, als sie 1967/1973 den Glasmalerei-Katalog des Hessischen Landesmuseums Darmstadt veröffentlichte.[18]
- In die erste Hälfte des 11. Jahrhunderts datierte Thomas Foerster die Scheibe bei der Aufarbeitung des Materials zu einer Ausstellung über das Kloster Lorsch 2011.[19]
- In die Mitte des 11. Jahrhunderts datierte Uwe Gast 2011 die Scheibe.[20]
- Ans Ende des 11. Jahrhunderts datierte Rüdiger Becksmann 1987/99 den Lorscher Kopf.

Die Datierung des Kopfes erfolgte zum einen dadurch, dass versucht wurde, dessen Entstehung an Kirchenneu- und -umbauten im Bereich des Klosters festzumachen, die aus historischen Quellen bekannt sind. Die karolingische Datierung wurde mit dem Bau der Ecclesia varia im späten 9. Jahrhundert in Zusammenhang gebracht, eine andere Datierung mit deren Neuweihung 1052. Die spätere romanische Datierung auf das Ende des 11. Jahrhunderts wurde auch deshalb vorgenommen, weil für 1090 ein Brand und eine anschließende Wiederherstellung der Klosterkirche belegt sind.
Stilistische Vergleiche erweisen sich als schwierig, da es aus der Zeit nur wenige Vergleichsstücke gibt. Am ähnlichsten ist der Weißenburger Kopf, stark anders gestaltet ist das Schwarzacher Köpfchen.

## Darstellung
Ebenfalls völlig unsicher ist, welche Person dargestellt wurde. Eine Christus-Darstellung erscheint unwahrscheinlich, da sie nach den ikonografischen Gepflogenheiten der Zeit immer einen Nimbus mit einem Kreuz aufweisen müsste. Dies ist bei dem Lorscher Kopf nicht der Fall. Alle anderen Vermutungen bleiben letztendlich ohne solide Grundlage, da der Kopf dafür keine Anhaltspunkte bietet.